# دریاور
دریاور (به ترکی آذربایجانی: Dəryavar) یک منطقهٔ مسکونی در جمهوری آذربایجان است که در شهرستان یاردیملی واقع شده‌است. دریاور ۳۰۰ نفر جمعیت دارد.